# Hollister (Missouri)
Hollister és una població dels Estats Units a l'estat de Missouri. Segons el cens del 2000 tenia 3.867 habitants.

## Demografia
Segons el cens del 2000, Hollister tenia 3.867 habitants, 1.682 habitatges, i 1.005 famílies. La densitat de població era de 401,4 habitants per km².
Dels 1.682 habitatges en un 27,1% hi vivien nens de menys de 18 anys, en un 42,5% hi vivien parelles casades, en un 13,2% dones solteres, i en un 40,2% no eren unitats familiars. En el 31,8% dels habitatges hi vivien persones soles el 9,5% de les quals corresponia a persones de 65 anys o més que vivien soles. El nombre mitjà de persones vivint en cada habitatge era de 2,23 i el nombre mitjà de persones que vivien en cada família era de 2,79.
Per edats la població es repartia de la següent manera: un 22,6% tenia menys de 18 anys, un 12,5% entre 18 i 24, un 29,1% entre 25 i 44, un 19,4% de 45 a 60 i un 16,3% 65 anys o més.
L'edat mediana era de 35 anys. Per cada 100 dones de 18 o més anys hi havia 82,4 homes.
La renda mediana per habitatge era de 24.535 $ i la renda mediana per família de 30.433 $. Els homes tenien una renda mediana de 20.748 $ mentre que les dones 18.274 $. La renda per capita de la població era de 12.716 $. Entorn del 10,6% de les famílies i el 13,2% de la població estaven per davall del llindar de pobresa.

## Poblacions més properes
El següent diagrama mostra les poblacions més properes.